# Wełyka Sewerynka
Wełyka Sewerynka (ukr. Велика Северинка) – wieś na Ukrainie, w obwodzie kirowohradzkim, w rejonie kropywnyckim, siedziba hromady. W 2021 liczyła 1016 mieszkańców.